# Niels Klapwijk
Niels Klapwijk (ur. 19 września 1985 roku w Amersfoort) – holenderski siatkarz, reprezentant Holandii, grający na pozycji atakującego. 

## Sukcesy klubowe
Puchar Holandii:
- 2007

Liga holenderska:
- 2009

Superpuchar Holandii:
- 2009

Liga belgijska:
- 2011

Puchar Grecji:
- 2019

Liga grecka:
- 2019

Superpuchar Rumunii:
- 2019

Liga rumuńska:
- 2020, 2021

## Sukcesy reprezentacyjne
Liga Europejska:
- 2008

Memoriał Huberta Jerzego Wagnera:
- 2013